# Gösta Bråhner
Hans Ejnar Gösta Bråhner, född Jonsson 12 maj 1919 i Vindeln, Västerbottens län, död 31 mars 1980 i Österhaninge, Stockholms län, var en svensk skådespelare. 

## Biografi
Gösta Bråhner var son till jordbrukaren Anders Jonsson och hans hustru Hulda, född Grahn. Han var verksam vid bland annat Helsingborgs stadsteater, Åbo Svenska Teater och Malmö stadsteater. Från 1954 till 1978 var han verksam vid Riksteatern.
Han var från 1957 gift med Irene Gustavsson, med vilken han hade fyra barn. 

## Filmografi
| År   | Roll                     | Produktion | Noter     |
| ---- | ------------------------ | ---------- | --------- |
| 1964 | Archibald, greve Douglas | Henrik IV  | TV-teater |

## Teater

### Roller
| År   | Roll                  | Produktion                                                       | Regi                | Teater                   |
| ---- | --------------------- | ---------------------------------------------------------------- | ------------------- | ------------------------ |
| 1944 |                       | Vår väg mot framtiden Rudolf Värnlund                            | Ingrid Luterkort    | Dramatikerstudion        |
| 1944 | Dudley                | Livet är ju härligt William Saroyan                              | Per Knutzon         | Helsingborgs stadsteater |
| 1948 | Senator Norval Hedges | Född i går Garson Kanin                                          | Gunnar Ekström      | Helsingborgs stadsteater |
| 1948 | Ivan Sjpekin          | Revisorn Nikolaj Gogol                                           | Lars-Levi Læstadius | Helsingborgs stadsteater |
| 1948 | Louis                 | All världens rikedom Jean-Paul Sartre                            | Lars-Levi Læstadius | Helsingborgs stadsteater |
| 1948 | Jägaren               | Rödluvan Robert Bürkner                                          | Börje Nyberg        | Helsingborgs stadsteater |
| 1948 | Medverkande           | Titt in på Tittut, revy Rune Moberg och Tylle Herlin             | Lars-Levi Læstadius | Helsingborgs stadsteater |
| 1949 | Damis                 | Tartuffe Molière                                                 | Lars-Levi Læstadius | Helsingborgs stadsteater |
| 1949 | Stanley Kowalski      | Längtans spårvagn Tennessee Williams                             | Lars-Levi Læstadius | Helsingborgs stadsteater |
| 1949 | Fred                  | Fröjd för stunden Noël Coward                                    | Lars-Levi Læstadius | Helsingborgs stadsteater |
| 1949 | Den gamle bäraren     | Upptäcktsresanden Stig Dagerman                                  | Mats Johansson      | Helsingborgs stadsteater |
| 1949 | Relling               | Vildanden Henrik Ibsen                                           | Lars-Levi Læstadius | Helsingborgs stadsteater |
| 1949 | Garcin                | Slutna dörrar Jean-Paul Sartre                                   | Arne Ragneborn      | Helsingborgs stadsteater |
| 1950 | Photo-Finish          | Hallå där ute! William Saroyan                                   | Mats Johansson      | Helsingborgs stadsteater |
| 1950 | John Watherstone      | Fallet Winslow The Winslow Boy Terence Rattigan                  | Börje Nyberg        | Helsingborgs stadsteater |
| 1950 | Lund                  | Simon trollkarlen Tore Zetterholm                                | Ingrid Luterkort    | Helsingborgs stadsteater |
| 1950 | Ali                   | Vävaren i Bagdad Hjalmar Bergman                                 | Keve Hjelm          | Helsingborgs stadsteater |
| 1951 | Adolphe               | Brott och brott August Strindberg                                | John Zacharias      | Helsingborgs stadsteater |
| 1951 | Agenten               | Den tatuerade rosen Tennessee Williams                           | Ingmar Bergman      | Folkparksturné           |
| 1951 | Blandinet             | Inte för er, mina damer Sacha Guitry                             | John Zacharias      | Helsingborgs stadsteater |
| 1951 |                       | Colombe Jean Anouilh                                             | Henrik Dyfverman    | Malmö stadsteater        |
| 1951 | Papa                  | Lyckliga tid! Samuel A. Taylor                                   | Ingrid Luterkort    | Helsingborgs stadsteater |
| 1951 | Bob Barking           | Lorden från gränden (Me and My Girl) L. Arthur Rose och Noel Gay | Nils Poppe          | Helsingborgs stadsteater |
| 1952 | Kurt                  | Dödsdansen August Strindberg                                     | Keve Hjelm          | Helsingborgs stadsteater |
| 1952 | Matros McIntosh       | Måsar över Sorrento Hugh Hastings                                | John Zacharias      | Helsingborgs stadsteater |
| 1952 | Jesper Gårdsfogde     | Erasmus Montanus Ludvig Holberg                                  | John Zacharias      | Helsingborgs stadsteater |
| 1952 | Sylvestre             | Bröllopet på Seine Marcel Achard                                 | Ingrid Luterkort    | Helsingborgs stadsteater |
| 1952 | Orfeus                | Jag vill kärleken Jean Anouilh                                   | Ingrid Luterkort    | Helsingborgs stadsteater |
| 1952 | Frederick Page        | Livet skall levas Terence Rattigan                               | Ingrid Luterkort    | Helsingborgs stadsteater |
| 1953 | Henderson             | Komedin om oss människor Moss Hart och George S. Kaufman         | Ingrid Luterkort    | Helsingborgs stadsteater |
| 1953 | Herrn från Bellac     | Apollon från Bellac Jean Giraudoux                               | Gunnar Olsson       | Helsingborgs stadsteater |
| 1953 |                       | Min fru går igen (Blithe Spirit) Noël Coward                     | Per-Axel Branner    | Lisebergsteatern         |
| 1954 |                       | Farligt uppdrag (Seagulls over Sorrento) Hugh Hastings           | Keve Hjelm          | Riksteatern              |
| 1960 |                       | Född i går (Born Yesterday) Garson Kanin                         | Jerk Liljefors      | Riksteatern              |
| 1960 | David Bowman          | Dagdrömmaren (Flowering Cherry) Robert Bolt                      | Tom Dan-Bergman     | Lilla Teatern            |
| 1976 | Gratiano              | Othello William Shakespeare                                      | Claes Sylwander     | Helsingborgs stadsteater |